# 両毛システムズ
株式会社両毛システムズ（りょうもうシステムズ）は、群馬県桐生市に本社を置く、各種情報処理サービスなどを行うシステムインテグレーター（ユーザー系）。ミツバの連結子会社。

## 沿革
- 1970年 - 株式会社両毛電子計算センター設立。
- 1982年 - 現在の社名に変更。
- 1988年 - 現在の所在地に本社移転。
- 1990年 - 株式を店頭登録（現在のJASDAQ）。
- 1998年 - （株）両毛ビジネスサポート設立。
- 2002年 - （株）両毛データセンター設立。
- 2009年 - （株）サンフィールド・インターネットを非連結子会社化。
- 2012年 - （株）サンフィールド・インターネットが（株）両毛データセンターを合併し、（株）両毛インターネットデータセンターに商号変更。
- 2013年 - 株式会社両毛ビジネスサポートを完全子会社化